# Стара Бісарка
Стара Біса́рка (рос. Старая Бисарка) — присілок в Сарапульському районі Удмуртії, Росія.
Урбаноніми:
- вулиці — Клубна, Молодіжна

## Населення
Населення становить 33 особи (2010, 61 у 2002).
Національний склад (2002):
- росіяни — 87 %